# Pentagonal pyramidal molekylær geometri
I kemi er pentagonal pyramidal en molekylær geometri, med ét centralt atom med seks atomer eller ligander, der er placeret omkring, hvoraf de fem sidder i samme plan og ét sidder ovenover, hvilket giver en pentagonal pyramide-form.
Det er en af de få molekylære geometrier, hvor bindingsvinklerne til liganderne ikke er identiske.

## Eksempler
- XeOF5−[2]
- IOF2−5[2][3]